# Cordylus meculae
Cordylus meculae är en ödleart som beskrevs av  William Roy Branch RÖDEL och MARAIS 2005. Cordylus meculae ingår i släktet Cordylus och familjen gördelsvansar. IUCN kategoriserar arten globalt som starkt hotad. Inga underarter finns listade i Catalogue of Life.